# Toyohira-ku
Toyohira (豊平区, Toyohira-ku) est l'un des dix arrondissements de la ville de Sapporo au Japon. Il est situé au sud-est de la ville.
En 2015, sa population est de 219 077 habitants pour une superficie de 46,23 km2, ce qui fait une densité de population de 4 740 hab./km2.

## Origine du nom
Toyohira dérive d'un nom aïnou signifiant « falaise effondrée ».

## Histoire
Toyohira était auparavant un bourg qui a fusionné avec Sapporo en 1961. L'arrondissement fut officiellement créé en 1972. En 1997, sa partie orientale est devenue l'arrondissement de Kiyota.

## Lieux notables
- Dôme de Sapporo
- Observatoire de Hitsujigaoka
- Hokkaido Prefectural Sports Center
- Université de Sapporo

## Transport publics
L'arrondissement est desservi par les lignes de métro Namboku et Tōhō.